# Nati nel 1911/Marzo
| Questa pagina contiene informazioni ricavate automaticamente dalle voci biografiche con l'ausilio del template Bio e di un bot. L'aggiornamento è periodico e automatico e ricostruisce completamente la pagina. Se manca una persona in questa lista, sei pregato di non aggiungerla, ma accertati piuttosto che la sua voce biografica contenga il template Bio e che i dati anagrafici siano correttamente compilati. Se il template Bio manca, inseriscilo tu stesso o, in alternativa, metti l'avviso {{tmp\|Bio}} che ne segnala la mancanza. Se i dati riportati sono sbagliati, correggi direttamente la voce biografica; le modifiche saranno visibili in questa lista entro pochi giorni. Per chiarimenti vedi il progetto biografie. La lista contiene solo le 144 persone che sono citate nell'enciclopedia e per le quali è stato implementato correttamente il template Bio. Pagina aggiornata al 26 lug 2025. |

- 1º marzo - Khaled Abdul-Wahab, imprenditore tunisino († 1997)
- 1º marzo - Harry Golombek, scacchista e giornalista britannico († 1995)
- 1º marzo - Rina Ketty, cantante francese († 1996)
- 1º marzo - Engelmar Unzeitig, presbitero tedesco († 1945)
- 1º marzo - Frank Wilde, tennista e tennistavolista britannico († 1982)
- 2 marzo - Mihály Bozsi, pallanuotista ungherese († 1984)
- 2 marzo - Engelbert Endrass, ufficiale tedesco († 1941)
- 2 marzo - József Háda, calciatore e allenatore di calcio ungherese († 1994)
- 2 marzo - Josef Krejci, pallamanista austriaco
- 2 marzo - Martim Silveira, calciatore brasiliano († 1972)
- 3 marzo - Cliff Fagan, arbitro di pallacanestro e dirigente sportivo statunitense († 1995)
- 3 marzo - Beatrice Gray, attrice e ballerina statunitense († 2009)
- 3 marzo - Jean Harlow, attrice statunitense († 1937)
- 3 marzo - Kristian Henriksen, calciatore e allenatore di calcio norvegese († 2004)
- 3 marzo - Benvenuto Ronzani, calciatore italiano
- 3 marzo - Francesco Siciliani, direttore artistico e compositore italiano († 1996)
- 4 marzo - Willy Baumgartner, calciatore svizzero († 1985)
- 4 marzo - Giulio Cappelli, allenatore di calcio e calciatore italiano († 1995)
- 4 marzo - Carl Forberg, pilota automobilistico statunitense († 2000)
- 4 marzo - Hans Albin Freiherr von Reitzenstein, militare tedesco († 1943)
- 4 marzo - Anton Seelos, sciatore alpino austriaco († 2006)
- 4 marzo - Giovanni Battista Torre, militare e partigiano italiano († 1944)
- 5 marzo - Vittorio Belleli, cantante italiano († 1996)
- 5 marzo - Nils Eriksen, allenatore di calcio e calciatore norvegese († 1975)
- 5 marzo - Bruno Bernard Heim, arcivescovo cattolico svizzero († 2003)
- 5 marzo - Rodolfo Gregar, calciatore italiano († 1995)
- 5 marzo - Wolfgang Larrazábal, politico, ammiraglio e diplomatico venezuelano († 2003)
- 5 marzo - Donald Piper, cestista statunitense († 1963)
- 5 marzo - Mahmud Taleghani, teologo iraniano († 1979)
- 6 marzo - Tea Bonelli, editrice e disegnatrice italiana († 1999)
- 6 marzo - Tullio Scanferlini, calciatore italiano († 1990)
- 7 marzo - Luigi Casalino, calciatore italiano († 1991)
- 7 marzo - Bruno Geremia, calciatore italiano († 1937)
- 7 marzo - André Gérard, allenatore di calcio e calciatore francese († 1994)
- 7 marzo - Anthony Rumbold, diplomatico inglese († 1983)
- 8 marzo - François Stahly, scultore francese († 2006)
- 9 marzo - Bruno Conti, militare e partigiano italiano († 1943)
- 9 marzo - Rate Furlan, attore, sceneggiatore e regista italiano († 1989)
- 9 marzo - John Lounsbery, disegnatore, regista e animatore statunitense († 1976)
- 9 marzo - Clara Rockmore, musicista lituana († 1998)
- 10 marzo - Warner Anderson, attore statunitense († 1976)
- 10 marzo - Marita Camacho Quirós, supercentenaria costaricana († 2025)
- 10 marzo - Olof Lagercrantz, scrittore, biografo e critico letterario svedese († 2002)
- 10 marzo - Edward Norris, attore statunitense († 2002)
- 10 marzo - Nicolás Riccardi, calciatore uruguaiano († 1997)
- 10 marzo - Enrico Tortonese, zoologo italiano († 1987)
- 11 marzo - Ugo Ceccarelli, pentatleta italiano († 1940)
- 11 marzo - Alba de Céspedes, scrittrice, poetessa e partigiana italiana († 1997)
- 11 marzo - Haim Cohn, giurista, politico e saggista israeliano († 2002)
- 11 marzo - Paolo Filiasi Carcano, filosofo italiano († 1977)
- 11 marzo - Ida Simons, pianista e scrittrice olandese († 1960)
- 11 marzo - Cherubino Staldi, scacchista italiano († 2002)
- 11 marzo - Innozenz Stangl, ginnasta tedesco († 1991)
- 12 marzo - Pietro Di Giacomo, magistrato e politico italiano († 2001)
- 12 marzo - Gustavo Díaz Ordaz, politico messicano († 1979)
- 12 marzo - Giuseppe Martinoli, botanico italiano († 1970)
- 12 marzo - Pietro Maset, militare e partigiano italiano († 1945)
- 12 marzo - Joshua Meador, effettista statunitense († 1965)
- 12 marzo - Edmund H. North, sceneggiatore statunitense († 1990)
- 12 marzo - William Patrick Hitler, inglese († 1987)
- 13 marzo - L. Ron Hubbard, scrittore statunitense († 1986)
- 13 marzo - Józef Kowalski, presbitero polacco († 1942)
- 13 marzo - Robert Middleton, attore statunitense († 1977)
- 13 marzo - Hugh Sanders, attore statunitense († 1966)
- 14 marzo - Pina Cipriotto, ginnasta, velocista e ostacolista italiana († 1986)
- 14 marzo - Germano Boettcher Sobrinho, calciatore brasiliano († 1977)
- 14 marzo - József Kovács, ostacolista e velocista ungherese († 1990)
- 14 marzo - Akira Yoshizawa, artista giapponese († 2005)
- 15 marzo - Wilhelm Mohnke, generale tedesco († 2001)
- 15 marzo - Romolo Simonetti, calciatore e allenatore di calcio italiano
- 15 marzo - Ursula Vaughan Williams, poetessa, scrittrice e biografa inglese († 2007)
- 16 marzo - Marion Byron, attrice statunitense († 1985)
- 16 marzo - Graham Dadds, hockeista su prato britannico († 1980)
- 16 marzo - Bob Foster, pilota motociclistico britannico († 1982)
- 16 marzo - Pierre Harmel, politico belga († 2009)
- 16 marzo - Ewart Jones, chimico gallese († 2002)
- 16 marzo - Josef Mengele, medico, militare e criminale di guerra tedesco († 1979)
- 17 marzo - Gaetano Baldacci, giornalista e editore italiano († 1971)
- 17 marzo - Nicola Porcelli, militare italiano († 1942)
- 17 marzo - Tej Singh Prabhakar Bahadur, principe indiano († 2009)
- 18 marzo - Smiley Burnette, musicista e attore statunitense († 1967)
- 18 marzo - Robert Lamoot, calciatore belga († 1996)
- 18 marzo - William Lava, compositore statunitense († 1971)
- 18 marzo - Orsolina Montevecchi, papirologa italiana († 2009)
- 18 marzo - Józef Achilles Puchała, religioso polacco († 1943)
- 19 marzo - Giuseppe Malerbi, calciatore italiano († 2004)
- 19 marzo - Rufino Niccacci, francescano italiano († 1976)
- 19 marzo - Simone Renant, attrice francese († 2004)
- 19 marzo - Arnold Viiding, pesista e discobolo estone († 2006)
- 20 marzo - Jiří Čtyřoký, cestista cecoslovacco († 2004)
- 20 marzo - Paul Fraisse, psicologo francese († 1996)
- 20 marzo - Alfonso García Robles, politico e diplomatico messicano († 1991)
- 20 marzo - Arthur Knautz, pallamanista tedesco († 1943)
- 20 marzo - Gottfried Reinhardt, regista, produttore cinematografico e sceneggiatore austriaco († 1994)
- 20 marzo - Arne Tollbom, schermidore svedese († 1971)
- 22 marzo - Ugo Corsi, militare e aviatore italiano († 1940)
- 22 marzo - Lina Gennari, cantante e attrice italiana († 1997)
- 22 marzo - Attilio Leporati, calciatore italiano († 1983)
- 22 marzo - Sophie Maslow, coreografa, ballerina e insegnante statunitense († 2006)
- 22 marzo - Theodor Saevecke, ufficiale tedesco († 2000)
- 23 marzo - Maurice Cann, pilota motociclistico britannico († 1989)
- 23 marzo - Bobby Colburn, cestista statunitense († 2001)
- 23 marzo - Hubert Deltour, ciclista su strada e pistard belga († 1993)
- 23 marzo - Camillo Nasca, militare italiano
- 23 marzo - Endre Palócz, schermidore ungherese († 1988)
- 24 marzo - Camila Ashland, attrice statunitense († 2008)
- 24 marzo - Joseph Barbera, produttore televisivo, produttore cinematografico e regista statunitense († 2006)
- 24 marzo - Umberto Cerati, mezzofondista italiano († 1994)
- 24 marzo - Jane Drew, architetta britannica († 1996)
- 24 marzo - Enrique Jordá, direttore d'orchestra spagnolo († 1996)
- 24 marzo - Tyler Kent, diplomatico statunitense († 1988)
- 24 marzo - Oliviero Vojak, calciatore italiano († 1932)
- 25 marzo - Pelayo García, calciatore spagnolo († 1991)
- 26 marzo - Egidio Ariosto, politico italiano († 1998)
- 26 marzo - Lennart Atterwall, giavellottista svedese († 2001)
- 26 marzo - John Langshaw Austin, filosofo e linguista inglese († 1960)
- 26 marzo - T. Hee, sceneggiatore e disegnatore statunitense († 1988)
- 26 marzo - Bernard Katz, biologo tedesco († 2003)
- 26 marzo - Romeu, calciatore brasiliano († 1971)
- 26 marzo - Cinzio Scagliotti, calciatore e allenatore di calcio italiano († 1985)
- 26 marzo - Tennessee Williams, drammaturgo, scrittore e sceneggiatore statunitense († 1983)
- 27 marzo - Alexa Bokšay, allenatore di calcio cecoslovacco († 2007)
- 27 marzo - Franc Rozman, generale e partigiano jugoslavo († 1944)
- 27 marzo - Antonio Sastre, calciatore argentino († 1987)
- 28 marzo - Myfanwy Piper, critica d'arte e librettista britannica († 1997)
- 28 marzo - Ludovico Quaroni, urbanista, architetto e saggista italiano († 1987)
- 28 marzo - Oldřich Rulc, calciatore cecoslovacco († 1969)
- 28 marzo - Ángel Sabata, nuotatore e pallanuotista spagnolo († 1990)
- 28 marzo - Consalvo Sanesi, pilota automobilistico italiano († 1998)
- 28 marzo - Heinrich Sonnrein, calciatore tedesco († 1944)
- 28 marzo - Rudolf Zöhrer, calciatore austriaco († 2000)
- 29 marzo - Brigitte Horney, attrice tedesca († 1988)
- 29 marzo - Luís Mesquita de Oliveira, calciatore brasiliano († 1983)
- 29 marzo - Freya von Moltke, scrittrice tedesca († 2010)
- 29 marzo - Mario Pani, architetto messicano († 1993)
- 30 marzo - Ekrem Akurgal, archeologo turco († 2002)
- 30 marzo - Mary Heeley, tennista britannica († 2002)
- 30 marzo - Adolf Konto, velista finlandese († 1965)
- 30 marzo - Maurice Mertz, imprenditore e cestista francese († 1984)
- 30 marzo - Lester Stoefen, tennista statunitense († 1970)
- 31 marzo - Elisabeth Grümmer, soprano tedesco († 1986)
- 31 marzo - Robert Hamer, regista e sceneggiatore britannico († 1963)
- 31 marzo - Averill Abraham Liebow, medico austriaco († 1978)
- 31 marzo - Augusto Migliorini, militare, marinaio e partigiano italiano († 1983)